# Juan Cruz Komar
Juan Cruz Komar (Rosario, 13 augustus 1996) is een Argentijns voetballer die doorgaans als verdediger speelt. Hij verruilde Boca Juniors in juli 2016 voor Talleres, dat hem in het voorgaande halfjaar al huurde.

## Carrière
Komar stroomde door vanuit de jeugd van Boca Juniors. Hiervoor debuteerde hij op 2 november 2014 in het eerste elftal, tijdens een met 2–0 verloren wedstrijd in de Primera División uit bij San Lorenzo. Dat bleef zijn enige competitiewedstrijd voor Boca Juniors, waarvoor hij in 2015 nog wel vier keer uitkwam in de Copa Libertadores. De club verhuurde hem in januari 2016 voor een halfjaar aan Talleres. Daarmee werd hij dat seizoen kampioen in de Primera B Nacional. Komar verruilde Boca Juniors in juli 2016 definitief voor Talleres. Hier groeide hij uit tot basisspeler.

## Clubstatistieken
| Seizoen     | Club         | Competitie         | Competitie | Competitie | Beker | Beker | Internationaal | Internationaal | Totaal | Totaal |
| Seizoen     | Club         | Competitie         | Wed.       | Dlp.       | Wed.  | Dlp.  | Wed.           | Dlp.           | Wed.   | Dlp.   |
| ----------- | ------------ | ------------------ | ---------- | ---------- | ----- | ----- | -------------- | -------------- | ------ | ------ |
| 2014        | Boca Juniors | Primera División   | 1          | 0          | 0     | 0     | —              | —              | 1      | 0      |
| 2015        | Boca Juniors | Primera División   | 0          | 0          | 0     | 0     | 4              | 1              | 4      | 1      |
| Club totaal | Club totaal  | Club totaal        | 1          | 0          | 0     | 0     | 4              | 1              | 5      | 1      |
| 2016        | → Talleres   | Primera B Nacional | 8          | 0          | 3     | 0     | —              | —              | 11     | 0      |
| 2016/17     | Talleres     | Primera División   | 23         | 0          | 0     | 0     | —              | —              | 23     | 0      |
| 2017/18     | Talleres     | Primera División   | 19         | 0          | 2     | 0     | —              | —              | 21     | 0      |
| 2018/19     | Talleres     | Primera División   | 18         | 1          | 1     | 0     | 4              | 0              | 23     | 1      |
| Club totaal | Club totaal  | Club totaal        | 68         | 1          | 6     | 0     | 4              | 0              | 78     | 1      |

Bijgewerkt t/m 19 april 2019

## Erelijst
| Kampioen Primera B Nacional | 1x | 2016 |